# نقارات الزهر
نقارات الزهر (الاسم العلمي: Dicaeidae)، فصيلة طيور صغيرة، قصيرة مُكتِنزة. تتألف الفصيلة من جنسين، و44 نوعًا.